# نگریرا
نگریرا (به اسپانیایی: Negreira) یک دهستان اسپانیا است که در استان لاکرونیا واقع شده‌است.

## خصوصیات
نگریرا ۱۱۵٫۱۰ کیلومترمربع مساحت دارد.

## نگارخانه

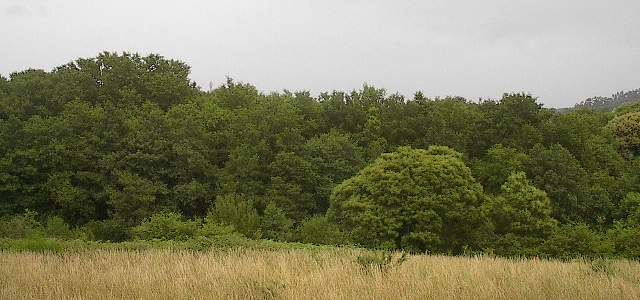
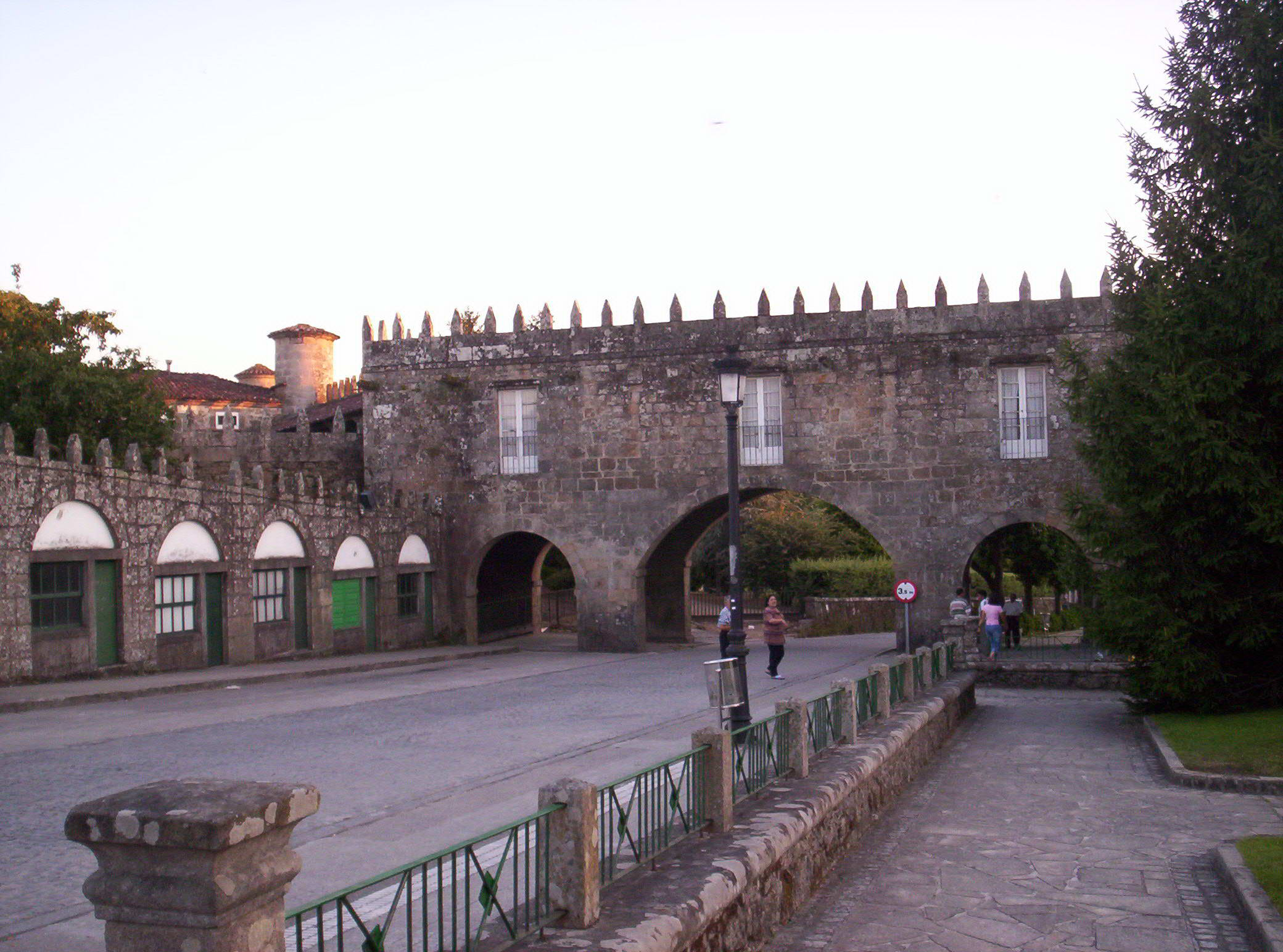
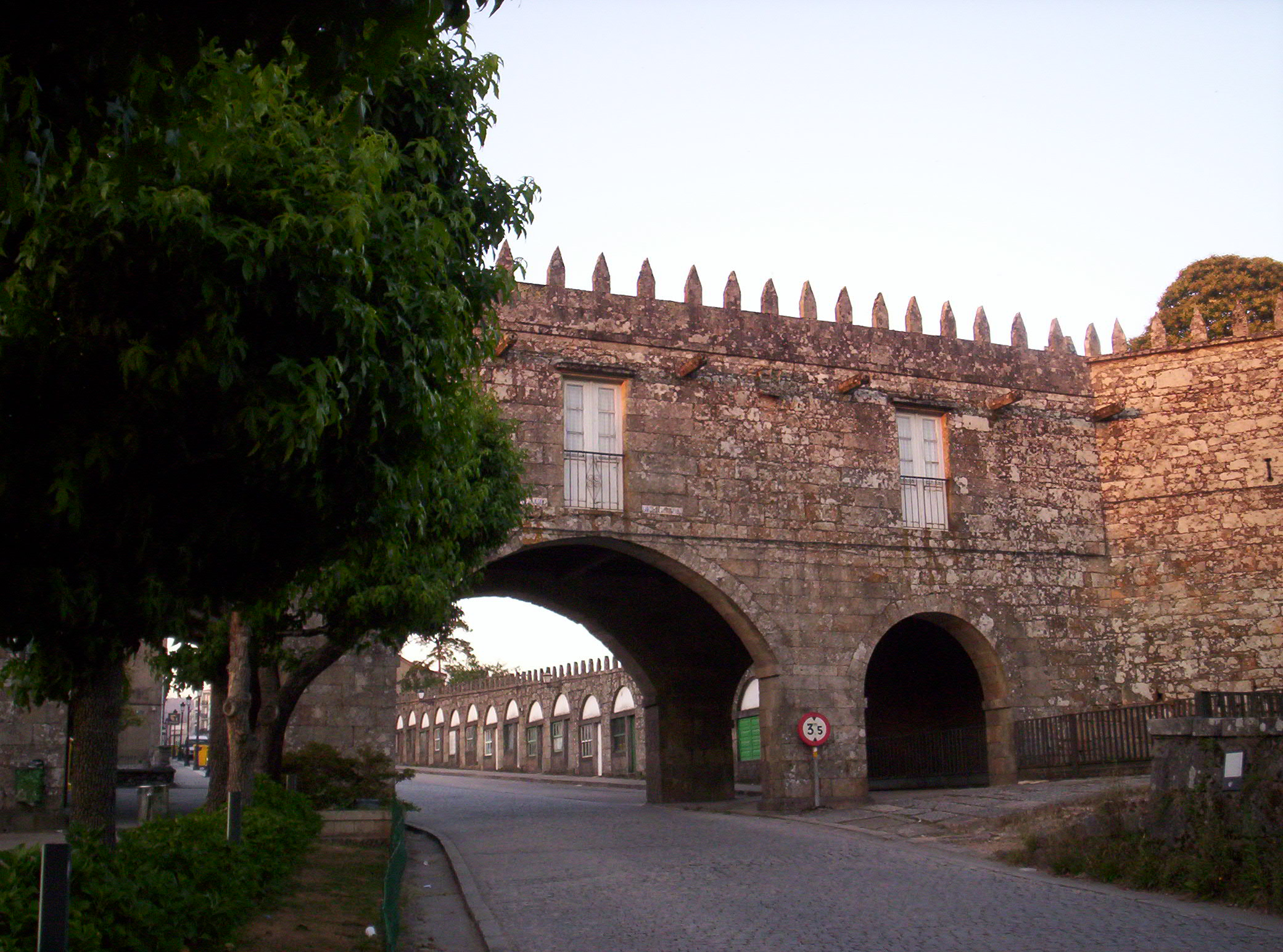